# Аднан Октар
Аднан Октар (псевдоним Харун Яхя) е турски интелектуалец, автор на над 280 творби, преведени на 57 езика. Представител на креационизма. Роден е в Анкара през 1956 г.
Псевдонимът му се състои от имената „Харун“ (Арон) и „Яхя“ (Йоан) в памет на двамата благословени пророци, борили се срещу неверието.

## Произведения
Някои от по-важните творби на автора са:
- „Нов масонски ред“,
- „Комунизмът в засада“,
- „Кървавата идеология на дарвинизма“:
- „Фашизъм“,
- „Бедите, които дарвинизмът носи на човечеството“,
- „Еволюционна теория“,
- „Погубените народи“,
- „Пророкът Мойсей“,
- „Пророкът Йосиф“,
- „Златният век“,
- „Истината на земния живот“,
- „Ясен отговор за еволюционистите“,
- „Грешките на еволюционистите“,
- „Чудесата на Корана“,
- „Съзнанието в клетката“,
- „Дизайнът в природата“,
- „Истината за вечността и съдбата“,
- „Тайните на ДНК“,
- „Чудото в атома“,
- „Исус ще се върне“,
- „Чудесата на пророка Мохамед“,
- „Знамения за Съдния ден“,
- „Знамения за Второто пришествие на Исус“,
- „Призив за единство“,
- „Другото наименование на въображението: материя“,
- „Последните времена и Махди“ и много други.